# Коллонич, Леопольд
Леопольд Карл фон Коллонич (нем. Leopold Karl von Kollonitsch; 26 октября 1631, Коморн, Венгерское королевство — 20 января 1707, Вена, эрцгерцогство Австрия) — австрийский и венгерский кардинал. Епископ Нитры с 30 апреля 1668 по 19 мая 1670. Епископ Винер-Нойштадта с 19 мая 1670 по 16 сентября 1686. Епископ Дьёра с 16 сентября 1686 по 6 марта 1690. Архиепископ Калочи-Бача с 6 марта 1690 по 22 августа 1695. Архиепископ Эстергома с 22 августа 1695 по 20 января 1707. Кардинал-священник со 2 сентября 1686, с титулом церкви Сан-Джироламо-дельи-Скьявони с 14 ноября 1689 по 20 января 1707.

## Биография

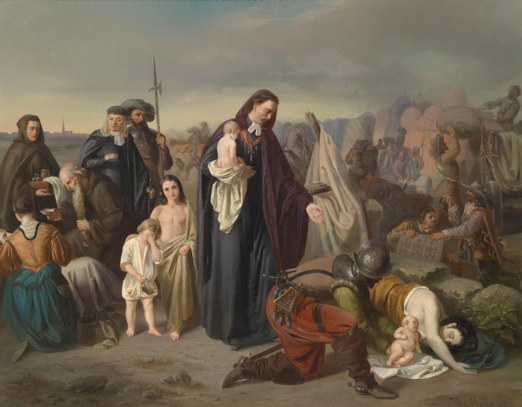
Леопольд Карл фон Коллонич, епископ Винер-Нойштадтский в разгромленном турецком лагере под Веной. Автор Винсенц Мелка

За заслуги при освобождении Вены от осады 1683 Коллонич получил кардинальское достоинство; в 1692 Коллонич был уже архиканцлером. 
Он был крайним защитником католицизма, иезуитов. В 1695, будучи примасом Венгрии, Колонич насилием над протестантами вызвал народное восстание.